# Cincinnati Open 2025
Cincinnati Open 2025, známý pod názvem Cincinnati Masters 2025, byl smíšený tenisový turnaj na profesionálních okruzích mužů ATP Tour a žen WTA Tour, hraný v Lindnerově rodinném tenisovém centru na dvorcích s tvrdým povrchem Laykold. Stý dvacátý čtvrtý ročník mužského a devadesátý sedmý ženského Cincinnati Open probíhal mezi 7. a 18. srpnem 2025 v ohijském Masonu přibližně 35 kilometrů od centra Cincinnati. Jednalo se o součást letní severoamerické US Open Series.
V souladu s trendem rozšiřování Mastersů a ženských „tisícovek“ od sezóny 2023, navýšily Cincinnati Open i předcházející Canadian Open počet singlistů z 56 na 96, znamenající sedmikolový grandslamový formát. Ve čtyřhrách vzrostl počet z 28 na 32 dvojic. S tím se prodloužila délka trvání turnaje na dvanáct dnů. Mužská polovina dotovaná 9 193 540 dolary se řadila do kategorie ATP Masters 1000. Ženská část s rozpočtem 5 152 299 dolarů patřila do kategorie WTA 1000.
Nejvýše nasazenými singlisty se staly světové jedničky obhajující titul, Jannik Sinner a Aryna Sabalenková. Jako poslední přímí účastníci do dvouher nastoupili australský 90. hráč žebříčku Adam Walton a 67. žena klasifikace Caroline Dolehideová ze Spojených států. V důsledku invaze Ruska na Ukrajinu na konci února 2022 řídící organizace tenisu ATP, WTA a ITF s grandslamy rozhodly, že ruští a běloruští tenisté mohli dále na okruzích startovat, ale do odvolání nikoli pod vlajkami Ruska a Běloruska.
Osmý Masters a dvaadvacátý singlový titul na okruhu ATP Tour vyhrál druhý muž žebříčku Carlos Alcaraz ze Španělska. Dvacátou čtvrtou trofej z dvouhry okruhu WTA Tour, a jedenáctou v úrovni WTA 1000, získala polská světová trojka Iga Świąteková. Ve čtyřhře okruhu ATP poprvé společně triumfovali Chorvat Nikola Mektić s Američanem Rajeevem Ramem. Mektić zkompletoval jako třetí aktivní deblista finálové účasti na všech devíti Mastersech. Brit Lloyd Glasspool se po skončení poprvé stal světovou jedničkou ve čtyřhře. Šestý párový titul na okruhu WTA vyhrály Kanaďanka Gabriela Dabrowská s Novozélanďankou Erin Routliffeovou, přestože v semifinále čelily mečbolu.

## Rozdělení bodů a finančních odměn

### Rozdělení bodů
| Soutěž       | Soutěž       | vítězové | finalisté | semifinalisté | čtvrtfinalisté | 16 v kole | 32 v kole | 64 v kole | 96 v kole | Q  | Q2 | Q1 |
| ------------ | ------------ | -------- | --------- | ------------- | -------------- | --------- | --------- | --------- | --------- | -- | -- | -- |
| dvouhra mužů | [ 7 ] [ 16 ] | 1000     | 650       | 400           | 200            | 100       | 50        | 30        | 10        | 20 | 10 | 0  |
| čtyřhra mužů | [ 17 ]       | 1000     | 600       | 360           | 180            | 90        | 0         | —         | —         | —  | —  | —  |
| dvouhra žen  | [ 6 ] [ 18 ] | 1000     | 650       | 390           | 215            | 120       | 65        | 35        | 10        | 30 | 20 | 2  |
| čtyřhra žen  | [ 19 ]       | 1000     | 650       | 390           | 215            | 120       | 10        | —         | —         | —  | —  | —  |

Vysvětlivky
1. 1 2  Nasazení s volným losem obdrželi v případě prohry body za první kolo.[1]
2. ↑  Startující na divokou kartu v případě prohry neobrželi žádné body.[1]

### Finanční odměny
| Soutěž                                  | Soutěž       | vítězové    | finalisté | semifinalisté | čtvrtfinalisté | 16 v kole | 32 v kole | 64 v kole | 96 v kole | Q2       | Q1      |
| --------------------------------------- | ------------ | ----------- | --------- | ------------- | -------------- | --------- | --------- | --------- | --------- | -------- | ------- |
| dvouhra mužů                            | [ 7 ] [ 16 ] | 1 124 380 $ | 597 890 $ | 332 160 $     | 189 075 $      | 103 225 $ | 60 400 $  | 35 260 $  | 23 760 $  | 21 080 $ | 0 $     |
| čtyřhra mužů                            | [ 7 ]        | 457 150 $   | 242 020 $ | 129 970 $     | 65 000 $       | 34 850 $  | 19 050 $  | —         | —         | —        | —       |
| dvouhra žen                             | [ 6 ] [ 18 ] | 752 275 $   | 391 600 $ | 206 100 $     | 106 900 $      | 56 678 $  | 32 840 $  | 18 200 $  | 11 270 $  | 8 590 $  | 4 510 $ |
| čtyřhra žen                             | [ 19 ]       | 262 780 $   | 139 120 $ | 74 700 $      | 37 360 $       | 19 970 $  | 10 950 $  | —         | —         | —        | —       |
| částky ve čtyřhrách jsou uvedeny na pár |              |             |           |               |                |           |           |           |           |          |         |

## Mužská dvouhra

### Nasazení
| Stát                         | Hráč                        | ATP | Nasazení |
| ---------------------------- | --------------------------- | --- | -------- |
| Itálie                       | Jannik Sinner               | 1.  | 1.       |
| Španělsko                    | Carlos Alcaraz              | 2.  | 2.       |
| Německo                      | Alexander Zverev            | 3.  | 3.       |
| USA                          | Taylor Fritz                | 4.  | 4.       |
| USA                          | Ben Shelton                 | 6.  | 5.       |
| Austrálie                    | Alex de Minaur              | 8.  | 6.       |
| Dánsko                       | Holger Rune                 | 9.  | 7.       |
| Itálie                       | Lorenzo Musetti             | 11. | 8.       |
|                              | Andrej Rubljov              | 10. | 9.       |
| USA                          | Frances Tiafoe              | 14. | 10.      |
| Norsko                       | Casper Ruud                 | 13. | 11.      |
|                              | Daniil Medveděv             | 15. | 12.      |
| USA                          | Tommy Paul                  | 16. | 13.      |
|                              | Karen Chačanov              | 12. | 14.      |
| Itálie                       | Flavio Cobolli              | 22. | 15.      |
| Česko                        | Jakub Menšík                | 17. | 16.      |
| Španělsko                    | Alejandro Davidovich Fokina | 18. | 17.      |
| Francie                      | Arthur Fils                 | 20. | 18.      |
| Česko                        | Tomáš Macháč                | 24  | 19       |
| Francie                      | Ugo Humbert                 | 25. | 20.      |
| Austrálie                    | Alexei Popyrin              | 19. | 21.      |
| Česko                        | Jiří Lehečka                | 26. | 22.      |
| Kanada                       | Félix Auger-Aliassime       | 28. | 23.      |
| Kanada                       | Denis Shapovalov            | 30. | 24.      |
| Řecko                        | Stefanos Tsitsipas          | 29. | 25.      |
| Nizozemsko                   | Tallon Griekspoor           | 32. | 26.      |
| USA                          | Brandon Nakashima           | 31. | 27.      |
| USA                          | Alex Michelsen              | 33. | 28.      |
| Itálie                       | Luciano Darderi             | 35. | 29.      |
| Kanada                       | Gabriel Diallo              | 34. | 30.      |
| Itálie                       | Lorenzo Sonego              | 36. | 31.      |
| Spojené království           | Cameron Norrie              | 40. | 32.      |
| Žebříček ATP k 4. srpnu 2025 |                             |     |          |

### Jiné formy účasti

#### Divoké karty
- Nishesh Basavareddy
- Tristan Boyer
- Jenson Brooksby
- Brandon Holt
- Nicolás Jarry[1]

#### Žebříčková ochrana
- Sebastian Ofner[1]

#### Kvalifikanti
Podrobnější informace naleznete v článkové sekci Kvalifikace.
- Thiago Agustín Tirante
- Emilio Nava
- Coleman Wong
- Leandro Riedi
- Adrian Mannarino
- Alexander Blockx
- Patrick Kypson
- Daniel Elahi Galán
- Colton Smith
- Térence Atmane
- Martín Landaluce
- Valentin Royer

#### Šťastní poražení
- Mariano Navone
- Luca Nardi
- Arthur Cazaux
- Aleksandar Vukic

### Odhlášení
- Matteo Berrettini → nahradil jej  Šang Ťün-čcheng
- Jenson Brooksby → nahradil jej  Borna Ćorić
- Alexandr Bublik → nahradil jej  Hugo Dellien
- Francisco Cerúndolo → nahradil jej  Mariano Navone
- Grigor Dimitrov → nahradil jej  Vít Kopřiva
- Laslo Djere → nahradil jej  Hugo Gaston
- Novak Djoković → nahradil jej  Jošihito Nišioka
- Jack Draper → nahradil jej  Aleksandar Kovacevic
- Arthur Fils → nahradil jej  Arthur Cazaux
- Quentin Halys → nahradil jej  Adam Walton
- Hubert Hurkacz → nahradil jej  Christopher O'Connell
- Sebastian Korda → nahradil jej  Alejandro Tabilo
- Nick Kyrgios → nahradil jej  Ethan Quinn
- Gaël Monfils → nahradil jej  Aleksandar Vukic
- Christopher O'Connell → nahradil jej  Luca Nardi

## Mužská čtyřhra

### Nasazení
| Stát                                                                                  | Hráč               | Stát               | Hráč                   | ATP | Nasazení |
| ------------------------------------------------------------------------------------- | ------------------ | ------------------ | ---------------------- | --- | -------- |
| Salvador                                                                              | Marcelo Arévalo    | Chorvatsko         | Mate Pavić             | 2.  | 1.       |
| Spojené království                                                                    | Julian Cash        | Spojené království | Lloyd Glasspool        | 7.  | 2.       |
| Finsko                                                                                | Harri Heliövaara   | Spojené království | Henry Patten           | 10. | 3.       |
| Německo                                                                               | Kevin Krawietz     | Německo            | Tim Pütz               | 18. | 4.       |
| Spojené království                                                                    | Joe Salisbury      | Spojené království | Neal Skupski           | 23. | 6.       |
| Itálie                                                                                | Simone Bolelli     | Itálie             | Andrea Vavassori       | 27. | 6.       |
| USA                                                                                   | Christian Harrison | USA                | Evan King              | 35. | 7.       |
| Monako                                                                                | Hugo Nys           | Francie            | Édouard Roger-Vasselin | 39. | 8.       |
| Žebříček ATP k 4. srpnu 2025; číslo je součtem žebříčkového postavení obou členů páru |                    |                    |                        |     |          |

### Jiné formy účasti

#### Divoké karty
- Rohan Bopanna /  Ethan Quinn
- Robert Cash /  JJ Tracy
- Austin Krajicek /  Mackenzie McDonald

### Náhradníci
- Romain Arneodo /  Robert Galloway
- Francisco Cabral /  Lucas Miedler
- Anirudh Čandrasekar /  Ramkumar Ramanathan
- Fernando Romboli /  John-Patrick Smith

### Odhlášení
- Félix Auger-Aliassime /  Denis Shapovalov → nahradili je  Fernando Romboli /  John-Patrick Smith
- Francisco Cerúndolo /  Luciano Darderi → nahradili je  Luciano Darderi /  Stefanos Tsitsipas
- Flavio Cobolli /  Alejandro Davidovich Fokina → nahradili je  Romain Arneodo /  Robert Galloway
- Gabriel Diallo /  Ben Shelton → nahradili je  Francisco Cabral /  Lucas Miedler
- Sadio Doumbia /  Fabien Reboul → nahradili je  Sadio Doumbia /  Brandon Nakashima
- Santiago González /  Jamie Murray → nahradili je  Pedro Martínez /  Casper Ruud
- Marcel Granollers /  Horacio Zeballos → nahradili je  Nathaniel Lammons /  David Pel
- Karen Chačanov / Andrej Rubljov → nahradili je  Anirudh Čandrasekar /  Ramkumar Ramanathan

## Ženská dvouhra

### Nasazení
| Stát                          | Hráčka                     | WTA | Nasazení |
| ----------------------------- | -------------------------- | --- | -------- |
|                               | Aryna Sabalenková          | 1.  | 1.       |
| USA                           | Coco Gauffová              | 2.  | 2.       |
| Polsko                        | Iga Świąteková             | 3.  | 3.       |
| USA                           | Jessica Pegulaová          | 4.  | 4.       |
| USA                           | Amanda Anisimovová         | 8.  | 5.       |
| USA                           | Madison Keysová            | 6.  | 6.       |
| Itálie                        | Jasmine Paoliniová         | 9.  | 7.       |
| USA                           | Emma Navarrová             | 11. | 8.       |
| Kazachstán                    | Jelena Rybakinová          | 10. | 9.       |
| Ukrajina                      | Elina Svitolinová          | 13. | 10.      |
| Česko                         | Karolína Muchová           | 14. | 11.      |
|                               | Jekatěrina Alexandrovová   | 16. | 12.      |
|                               | Ljudmila Samsonovová       | 18. | 13.      |
|                               | Diana Šnajderová           | 20. | 14.      |
| Austrálie                     | Darja Kasatkinová          | 17. | 15.      |
| Dánsko                        | Clara Tausonová            | 15. | 16.      |
| Švýcarsko                     | Belinda Bencicová          | 19. | 17.      |
| Brazílie                      | Beatriz Haddad Maiová      | 21. | 18.      |
| Belgie                        | Elise Mertensová           | 22. | 19.      |
| Česko                         | Linda Nosková              | 23. | 20.      |
| Kanada                        | Leylah Fernandezová        | 26. | 21.      |
| Polsko                        | Magdalena Fręchová         | 28. | 22       |
| Lotyšsko                      | Jeļena Ostapenková         | 30. | 23.      |
| USA                           | Sofia Keninová             | 29. | 24.      |
| Ukrajina                      | Marta Kosťuková            | 27. | 25.      |
| USA                           | Ashlyn Kruegerová          | 35. | 26.      |
|                               | Anastasija Pavljučenkovová | 33. | 27.      |
|                               | Anna Kalinská              | 34. | 28.      |
| USA                           | McCartney Kesslerová       | 32. | 29.      |
| Spojené království            | Emma Raducanuová           | 39. | 30.      |
| Polsko                        | Magda Linetteová           | 40. | 31.      |
| Ukrajina                      | Dajana Jastremská          | 31. | 32.      |
| Žebříček WTA k 11. srpnu 2025 |                            |     |          |

### Jiné formy účasti

#### Divoké karty
- Caroline Garciaová
- Caty McNallyová
- Bernarda Peraová
- Taylor Townsendová
- Katie Volynetsová
- Venus Williamsová

#### Žebříčková ochrana
- Sorana Cîrsteaová
- Anastasija Sevastovová
- Markéta Vondroušová
- Wang Ja-fan
- Ču Lin

#### Zvláštní výjimka
- Victoria Mboková

#### Kvalifikantky
Podrobnější informace naleznete v článkové sekci Kvalifikace.
- Laura Siegemundová
- Kamilla Rachimovová
- Emina Bektasová
- Ella Seidelová
- Varvara Gračovová
- Clervie Ngounoueová
- Antonia Ružićová
- Whitney Osuigweová
- Léolia Jeanjeanová
- Viktorija Tomovová
- Maddison Inglisová
- Aoi Itóová

#### Šťastné poražené
- Solana Sierraová
- Jüan Jüe
- Iva Jovicová
- Cristina Bucșová

### Odhlášení
- Bianca Andreescuová → nahradila ji  Anna Bondárová
- Mirra Andrejevová → nahradila ji  Kimberly Birrellová
- Elina Avanesjanová → nahradila ji  Maria Sakkariová
- Paula Badosová → nahradila ji  Greet Minnenová
- Loïs Boissonová → nahradila ji  Mojuka Učidžimová
- Marie Bouzková → nahradila ji  Emiliana Arangová
- Čeng Čchin-wen → nahradila ji  Suzan Lamensová
- Ons Džabúrová → nahradila ji  Julija Starodubcevová
- Alexandra Ealaová → nahradila ji  Renata Zarazúová
- Petra Kvitová → nahradila ji  Wang Ja-fan
- Victoria Mboková → nahradily ji  Cristina Bucșová a  Jüan Jüe
- Naomi Ósakaová → nahradily ji  Iva Jovicová a  Solana Sierraová

## Ženská čtyřhra

### Nasazení
| Stát                                                                                   | Hráčka                 | Stát        | Hráčka             | WTA | Nasazení |
| -------------------------------------------------------------------------------------- | ---------------------- | ----------- | ------------------ | --- | -------- |
| Itálie                                                                                 | Sara Erraniová         | Itálie      | Jasmine Paoliniová | 12. | 1.       |
| Kanada                                                                                 | Gabriela Dabrowská     | Nový Zéland | Erin Routliffeová  | 12. | 2.       |
| USA                                                                                    | Taylor Townsendová     | Čína        | Čang Šuaj          | 13. | 3.       |
|                                                                                        | Veronika Kuděrmetovová | Belgie      | Elise Mertensová   | 19. | 4.       |
| USA                                                                                    | Asia Muhammadová       | Nizozemsko  | Demi Schuursová    | 29. | 5.       |
| Ukrajina                                                                               | Ljudmyla Kičenoková    | Austrálie   | Ellen Perezová     | 35. | 6.       |
| Maďarsko                                                                               | Tímea Babosová         | Brazílie    | Luisa Stefaniová   | 45. | 7.       |
| Čínská Tchaj-pej                                                                       | Čan Chao-čching        | Čína        | Ťiang Sin-jü       | 48. | 8.       |
| Žebříček WTA k 11. srpnu 2025; číslo je součtem žebříčkového postavení obou členů páru |                        |             |                    |     |          |

### Jiné formy účasti

#### Divoké karty
- Iva Jovicová /  Ashlyn Kruegerová
- Barbora Krejčíková /  Jeļena Ostapenková
- Emma Navarrová /  Margaret Navarrová

#### Žebříčková ochrana
- Storm Hunterová /  Desirae Krawczyková
- Miju Katová /  Galina Voskobojevová
- Sü I-fan /  Jang Čao-süan

#### Náhradnice
- Jaqueline Cristianová /  Elena-Gabriela Ruseová
- Olga Danilovićová /   Anastasija Potapovová

### Odhlášení
- Mirra Andrejevová /   Diana Šnajderová → nahradily je  Giuliana Olmosová /  Aldila Sutjiadiová
- Caroline Dolehideová /  Sofia Keninová → nahradily je  Olga Danilovićová /   Anastasija Potapovová
- Beatriz Haddad Maiová /  Laura Siegemundová → nahradily je  Jaqueline Cristianová /  Elena-Gabriela Ruseová
- Andreja Klepačová /  Monica Niculescuová → nahradily je  Sorana Cîrsteaová /   Anna Kalinská

## Přehled finále

### Mužská dvouhra
- Carlos Alcaraz vs.  Jannik Sinner, 5–0skreč

### Ženská dvouhra
- Iga Świąteková vs.  Jasmine Paoliniová, 7–5, 6–4

### Mužská čtyřhra
- Nikola Mektić /  Rajeev Ram vs.  Lorenzo Musetti /  Lorenzo Sonego, 4–6, 6–3, [10–5]

### Ženská čtyřhra
- Gabriela Dabrowská /  Erin Routliffeová vs.  Kuo Chan-jü /   Alexandra Panovová, 6–4, 6–3